# Juniperus durangensis
Juniperus durangensis ist eine Pflanzenart aus der Familie der Zypressengewächse (Cupressaceae). Sie ist in Mexiko heimisch.

## Beschreibung
Juniperus durangensis wächst als immergrüner, mehrstämmiger Strauch oder Baum, der Wuchshöhen von bis zu 5 Metern erreichen kann. Der Stamm verzweigt sich bereits kurz über dem Boden. Die Zweige gehen gerade oder aufsteigend von den Ästen ab und formen eine unregelmäßige Krone. Die Borke ist aschbraun gefärbt und blättert in langen, faserigen Streifen ab. Die glatte, rotbraune Rinde der Zweige kann gelegentlich in Schuppen abblättern.
Die schuppenförmigen, dunkel graugrünen Blätter werden 1 bis 2 Millimeter lang und stehen meist gegenständig an den Zweigen. Die Blattränder sind fein gezahnt.
Die buckeligen, beerenartigen Zapfen werden 6 bis 7 Millimeter lang und 4 bis 6 Millimeter dick. Sie haben ein weiches Fruchtfleisch. Jeder Zapfen trägt ein bis vier, bei einer Länge von 3 bis 4 Millimetern und einer Breite von 2 bis 3 Millimetern annähernd kegelförmige bis eiförmige Samen. Diese sind dunkel rotbraun gefärbt, haben eine spitze oder stumpfe Spitze sowie flache Rillen.

## Verbreitung und Standort
Das natürliche Verbreitungsgebiet von Juniperus durangensis liegt in Mexiko. Es umfasst dort die Bundesstaaten Aguascalientes, Chihuahua, Durango, Jalisco, Sonora sowie Zacatecas.
Juniperus durangensis gedeiht in Höhenlagen von 1600 bis 2900 Metern. Man findet die Art vor allem Bergwäldern, wo sie Mischbestände mit Bärentrauben (Arctostaphylos), anderen Wacholderarten (Juniperus), Eichen (Quercus) sowie Kiefern (Pinus) bildet. Sie kommt allerdings nirgendwo häufig vor.

## Systematik
Die Erstbeschreibung als Juniperus durangensis erfolgte 1946 durch Maximino Martínez in Anales del Institutó de Biología de la Universidad Nacional Autonoma de México, Série Biologia, Band 17, Nummer 1, Seite 94.

## Gefährdung und Schutz
Juniperus durangensis wird in der Roten Liste der IUCN als „gefährdet“ geführt. Es wird jedoch darauf hingewiesen, dass eine erneute Überprüfung der Gefährdung notwendig ist. Sie ist bisher nur an zehn Standorten bekannt, wobei jedoch die Möglichkeit besteht, dass sie an anderen Standorten bisher übersehen wurde.